# خط طول 52° شرق
خط طول 52° شرق هو أحد خطوط الطول الجغرافية، والتي تمتد من القطب الشمالي الجغرافي إلى القطب الجنوبي الجغرافي، وحسب التحويل الزمني يتقدم خط طول 52° شرق عن خط غرينتش بـ3 ساعات و28 دقيقة.

## من القطب إلى القطب
ينطلق خط طول 52° شرق من القطب الشمالي نحو القطب الجنوبي مرورا بالمناطق التي ترد في الجدول التالي:
| الإحداثيات                         | البلد أو الإقليم أو البحر | ملاحظات |
| ---------------------------------- | ------------------------- | --- |
| 90°0′N 52°0′E / 90.000°N 52.000°E  | المحيط المتجمد الشمالي    | |
| 80°41′N 52°0′E / 80.683°N 52.000°E | بحر بارنتس                | Passing between زيمليا جورجا وجزيرة هوكر، أرخبيل فرنسوا جوزيف, روسيا                                                              |
| 72°6′N 52°0′E / 72.100°N 52.000°E  | روسيا                     | جزيرة يوجني، نوفايا زيمليا |
| 71°28′N 52°0′E / 71.467°N 52.000°E | بحر بارنتس                | |
| 68°32′N 52°0′E / 68.533°N 52.000°E | روسيا                     | |
| 51°40′N 52°0′E / 51.667°N 52.000°E | كازاخستان                 | |
| 46°49′N 52°0′E / 46.817°N 52.000°E | بحر قزوين                 | |
| 45°24′N 52°0′E / 45.400°N 52.000°E | كازاخستان                 | Mangyshlak Peninsula |
| 42°51′N 52°0′E / 42.850°N 52.000°E | بحر قزوين                 | |
| 36°35′N 52°0′E / 36.583°N 52.000°E | إيران                     | |
| 27°50′N 52°0′E / 27.833°N 52.000°E | الخليج العربي             | |
| 24°12′N 52°0′E / 24.200°N 52.000°E | الإمارات العربية المتحدة  | An island in the emirate of إمارة أبوظبي                                                                                          |
| 24°10′N 52°0′E / 24.167°N 52.000°E | الخليج العربي             | |
| 23°59′N 52°0′E / 23.983°N 52.000°E | الإمارات العربية المتحدة  | Emirate of إمارة أبوظبي |
| 23°37′N 52°0′E / 23.617°N 52.000°E | السعودية                  | The meridian touches on the westernmost point of عُمان في the border with اليمن                                                    |
| 19°0′N 52°0′E / 19.000°N 52.000°E  | اليمن                     | |
| 15°32′N 52°0′E / 15.533°N 52.000°E | المحيط الهندي             | مرورا بغرب the جزيرة جزيرة عبد الكوري, اليمن · Passing between Île de la Possession وÎle de l'Est, أراض فرنسية جنوبية وأنتارتيكية |
| 60°0′S 52°0′E / 60.000°S 52.000°E  | المحيط الجنوبي            | |
| 66°0′S 52°0′E / 66.000°S 52.000°E  | القارة القطبية الجنوبية   | الإقليم الأسترالي في القارة القطبية الجنوبية، المطالب الإقليمية بالقارة القطبية الجنوبية by أستراليا                              |